# Natação artística no Campeonato Europeu de Esportes Aquáticos de 2018 - Rotina técnica dueto
A prova da rotina técnica dueto da natação artística no Campeonato Europeu de Esportes Aquáticos de 2018 ocorreu no dia 3 de agosto no Scotstoun Stadium, em Glasgow no Reino Unido. 

## Calendário
| Fase  | Data        | Hora  |
| ----- | ----------- | ----- |
| Final | 3 de agosto | 13:00 |

Todos os horários estão no horário local (UTC+0)

## Medalhistas
| Ouro                                                | Prata                                            | Bronze                                  |
| Rússia · Svetlana Kolesnichenko · Varvara Subbotina | Ucrânia · Anastasiya Savchuk · Yelyzaveta Yakhno | Itália · Linda Cerruti · Costanza Ferro |

## Resultados
Esses foram os resultados da competição. 
| Pos.              | Nacionalidade | Nadadoras                                    |         |
| Pos.              | Nacionalidade | Nadadoras                                    | Pontos  |
| ----------------- | ------------- | -------------------------------------------- | ------- |
| Medalha de ouro   | Rússia        | Svetlana Kolesnichenko Varvara Subbotina     | 95.1035 |
| Medalha de prata  | Ucrânia       | Anastasiya Savchuk Yelyzaveta Yakhno         | 92.6188 |
| Medalha de bronze | Itália        | Linda Cerruti Costanza Ferro                 | 89.7519 |
| 4                 | Espanha       | Paula Ramírez Sara Saldaña                   | 89.5215 |
| 5                 | Áustria       | Anna-Maria Alexandri Eirini-Marina Alexandri | 86.2548 |
| 6                 | Grécia        | Evangelia Papazoglou Evangelia Platanioti    | 85.3943 |
| 7                 | França        | Charlotte Tremble Laura Tremble              | 85.0770 |
| 8                 | Países Baixos | Bregje de Brouwer Noortje de Brouwer         | 83.7597 |
| 9                 | Bielorrússia  | Iryna Limanouskaya Veronika Yesipovich       | 82.7553 |
| 10                | Reino Unido   | Kate Shortman Isabelle Thorpe                | 80.2820 |
| 11                | Suíça         | Vivienne Koch Noemi Peschl                   | 79.1306 |
| 12                | Alemanha      | Marlene Bojer Daniela Reinhardt              | 78.3425 |
| 13                | Israel        | Eden Blecher Yael Polka                      | 75.9580 |
| 14                | Liechtenstein | Lara Mechnig Marluce Schierscher             | 75.5990 |
| 15                | Eslováquia    | Nada Daabousová Diana Miškechová             | 75.2948 |
| 16                | Turquia       | Defne Bakırcı Mısra Gündeş                   | 74.6296 |
| 17                | Portugal      | Maria Gonçalves Cheila Vieira                | 73.1501 |
| 18                | Bulgária      | Aleksandra Atanasova Dalia Penkova           | 70.8170 |
| 19                | Sérvia        | Nevena Dimitrijević Jelena Kontić            | 70.5486 |